# Maracaibo
Maracaibo er Venezuelas næststørste by efter hovedstaden, Caracas, og er delstaten Zulias hovedstad.
Maracaibo har tilnavnet La Tierra del Sol Amada, hvilket betyder "det af solen elskede land" (land i betydningen jordstykke).
Byen huser en rækker universiteter.

## Historie
Maracaibo blev grundlagt for første gang i 1529 af en tysker (Ambrosio Alfinger), hvis forsøg fejlede, hvorpå der fulgte et mislykket forsøg mere. I 1574 lykkedes det dog under navnet la Nueva Zamora de la Laguna de Maracaibo ("Maracaibos lagunes nye Zamora"), til ære for guvernør Mazariegos, som oprindeligt kom fra byen Zamora i Spanien. 
Byen er beliggende på den vestlige side af Maracaibosøen, som er den dominante part af det olierige Maracaibo vandområde.
Gennem byens første ca. 390 år forblev Maracaibo isoleret og separeret fra resten af landet. Transport var kun muligt over søen med færge eller lignende transportmiddel.

Biler, busser og lastbiler med deres landbrugsvarer og andre produkter var afhængige af færgesystemet mellem byen og den østlige kyst af søen. Derfor var Maracaiboområdet også mere økonomisk afhængigt af Colombia end Venezuela, da søen skilte landområdet fra resten af landet. En tanke om uafhængighed har pga. byens beliggenhed været indgroet i befolkningen og har været med til ønsket om en uafhængig stat.

### Etymologi
Der er flere versioner af hvordan navnet Maracai er fremkommet. En er dem er fra ordene Maare kaye, som på et indiansk sprog talt i området betyder "sted uden for hav"".
10°38′N 71°38′V / 10.63°N 71.63°V